# سن-ژول، کبک
سَن-ژول (به فرانسوی: Saint-Jules) قصبه‌ای در منطقه شهری روبر-کلیش ناحیه شودییر-آپالاش در استان کبک کانادا است. در سرشماری سال ۲۰۱۱ این قصبه ۵۲۳ نفر جمعیت داشته‌است و مساحت آن ۵۷٫۰۸ کیلومتر مربع است.